# 白石雅彦
白石 雅彦（、1961年3月26日 - ）は、日本の映画評論家。他にも、特撮スタッフ、映画監督、脚本家、俳優など幅広い活動を行っている。秋田県出身。
特撮映画、テレビの研究書が主で、取材対象者に対する徹底したインタビューを行なっている。近年は、円谷プロ初期作品のドキュメント本が多い。

## 来歴
1987年、映画『竹取物語』で製作進行を担当。テレビ時代劇『五稜郭』（1988年）で操演部に初参加。『ゴジラvsビオランテ』（1989年）以降、東宝特撮の操演助手を務めた。
『ゴジラvsキングギドラ』（1991年）でのワイヤーで吊られたゴジラとメカキングギドラのスーツが撮影前に東京都庁のミニチュアへ激突してしまった事故について、自身が結んだ部分の縛りが甘かったことが原因であると告白しており、このことを後に操演スタッフを辞した原因のひとつに挙げている。『ゴジラvsメカゴジラ』（1993年）、『ゴジラvsスペースゴジラ』（1994年）では、別作品を手掛けてからの途中参加であった。
2002年、映画『新世紀ウルトラマン伝説』で脚本家としてデビュー。

## 作品

### 著書
- 『円谷一—ウルトラQと“テレビ映画”の時代』（双葉社）2006年
- 『飯島敏宏—「ウルトラマン」から「金曜日の妻たちへ」』（双葉社）2011年
- 『「ウルトラQ」の誕生』（双葉社）2015年
- 『「ウルトラマン」の飛翔』（双葉社）2016年
- 『「ウルトラセブン」の帰還』（双葉社） 2017年
- 『「怪奇大作戦」の挑戦』（双葉社） 2019年
- 『「帰ってきたウルトラマン」の復活』（双葉社） 2021年
- 『「ウルトラマンA」の葛藤』（双葉社）2022年
- 『「ウルトラマンタロウ」の青春』（双葉社）2023年

### 共著・編著
- 『怪奇大作戦大全』（双葉社）2001年 - 荻野友大、なかの★陽と共著
- 『帰ってきたウルトラマン大全』（双葉社）2002年
- 『平成ゴジラ大全 1984-1995』スーパーバイザー 富山省吾、双葉社〈双葉社の大全シリーズ〉、2003年1月20日。ISBN 4-575-29505-1。
- 『ミラーマン大全』（双葉社）2004年
- 『最恐ホラー大全—邦画編』（メディアックス）2004年
- 『上原正三シナリオ選集』（現代書館/編集）2009年

## 参加作品

### 特撮スタッフ
映画
- 1987年 竹取物語 - 製作進行[3]
- 1989年 ガンヘッド - 操演助手[2]
- 1989年 ゴジラvsビオランテ - 操演助手[3]
- 1991年 ゴジラvsキングギドラ - 操演助手[7]
- 1992年 ゴジラvsモスラ - 操演助手[8]
- 1993年 ゴジラvsメカゴジラ - 操演助手[6]
- 1994年 ヤマトタケル[9]
- 1994年 ゴジラvsスペースゴジラ - 操演助手[9]
- 1995年 ゴジラvsデストロイア - 操演助手[10]
- 2004年 ゴジラ FINAL WARS

テレビ
- 1988年 五稜郭

### 監督
- 1981年 罠（石室雅彦・名義）
- 2004年 愛欲の宇宙戦争

他に企業PV多数。

### 撮影
- 2002年 悪魔の刑事まつり「刑事発狂」 - 佐々木浩久監督作品。B班撮影。

### 脚本
映画
- 2002年 新世紀ウルトラマン伝説（構成）

テレビアニメ
- 2003年 ソニックX
- 2004年 ディノブレイカー
- 2009年 大正野球娘。
- 2012年 キングダム
- 2013年 キングダム（セカンドシーズン）

ゲーム
- 1994年 アクアアドベンチャー ブルーリルティー
- 2008年 ソニックライダーズ シューティングスターストーリー
- 2014年 うた組575

## 出演
- 2001年 ナウティ・ボーイズ〜浮気なぼくら〜
- 2003年 シングルマザー 猥らな男あさり
- 2003年 帰ってきた!刑事まつり「発情女刑事」
- 2004年 憧れの家庭教師 汚された純白
- 2004年 せつないかもしれない
- 2009年 小悪魔蝶々(バタフライ)~嬢王への道~（Vシネマ）
- 2010年 夏男たちのラブ・ビーチ
- 2010年 ビタミンLOVE　みずか（Vシネマ）
- 2011年 新婚の寝室　身悶え飼育
- 2012年 抱きたい人妻　こすれる感触
- 2013年 義父の愛撫　くい込む舌先
- 2014年 妹の匂い　よろめきの爆乳
- 2015年 お天気キャスター　晴れのち濡れて
- 2015年 お昼の猥談　若妻の異常な性体験
- 2016年 女教師の秘密　縛ってあげる…

以上、いずれも吉行由実監督作品。
- 2011年 ホームカミング 脚本・監督飯島敏宏
- ピンク・ゾーン２　淫乱と円盤（2018年11月9日、オーピー映画）- ニュースキャスター 役[11]
- 性感治療　股ぐらの処方箋（2019年7月5日、オーピー映画） - カメラマン 役
- 劇場版・悦楽クリニック！　凛子の淫らな冒険（2019年8月29日、オーピー映画）※性感治療～の一般公開編集版[12]
- 小悪魔妻　美乳で誘う（2020年1月17日、オーピー映画） - 健吾 役[13]

アニメ出演
- 2006年 ディノブレイカー 秘宝? 幻のシタン文明!（トータス・フォートレスの声）
- 2014年 キングダム（セカンドシーズン・最終話） 新たなる伝説（飛信隊隊員）